# .no
.no — национальный домен верхнего уровня для Норвегии.

## Регистратор
Регистратором является норвежская государственная компания Uninett Norid AS, которая, как и материнская компания UNINETT, располагается в Тронхейме и принадлежит Министерству Образования и Науки Норвегии. Norid по контракту работает с американской компанией IANA, а также находится под руководством Управления Почты и Телекоммуникаций Норвегии.

## История и статистика
Датой введения национального домена является 1983 год. Первыми зарегистрированными адресами стали домены Норвежской администрации телекоммуникации (tor.nta.no) и Кафедры информатики Университета Осло (ifi.uio.no). Небольшое вначале количество регистраций со временем возрастало. Так, в 1991—1992 годах все государственные университеты и колледжи были подключены к Интернету и получили доменные имена, что вызвало бум регистраций. А уже в 1995 году было зарегистрировано тысячное имя. Первоначально существовали сложные правила регистрации, предоставляющие возможность организации регистрировать лишь один доменный адрес. Когда же в 2001 году правила регистрации были либерализованы, произошёл второй и наиболее сильный на данный момент бум регистраций. Третий же бум был в феврале 2004, когда было разрешено использование характерных символов норвежского языка (æ, ø, å и 20 других). В январе 2011 года был зарегистрирован 500 000-й домен. На 1 ноября 2012 года зарегистрировано 557 991 доменов.

## Другие норвежские домены
С 1997 года Norid стала также ответственной за домены .bv и .sj, которые являются доменами верхнего уровня для острова Буве, для островов Шпицберген и Ян-Майен, но в данный момент эти имена не используются. Тем не менее, имена с доменами .bv и .sj могут быть зарезервированы для потенциального использования в будущем.